# Areca Backup
Areca Backup es un Software de copias de seguridad de archivos personales desarrollado en Java. Se distribuye bajo licencia GNU General Public License (GPL) 2.

## Funciones
Areca Backup incluye un motor hacedor de copias de seguridad, así como una GUI y una interfaz de línea de comandos.
La aplicación incluye las siguientes funciones:
- Compresión en formato ZIP/ZIP64.
- Cifrado AES 128 & AES 256.
- Filtros de copia de seguridad (por extensión, subdirectorio, expresión regular, tamaño, fecha, estado, uso).
- Soporta Copia de seguridad incremental, diferencial y copia de seguridad completa.
- Copia de seguridad Delta (sólo las partes modificadas de los archivos se guardan, no los archivos enteros).
- Fusión de archivos.
- Recuperación de archivos a una fecha concreta.
- Mecanismo de transacción (con gestión de commit/rollback) para todos los procesos críticos (como copias de seguridad o fusiones) para garantizar la integridad de los archivos copiados
- Copia de seguridad / recuperación de permisos de archivo Unix.
- Reportes de correos electrónicos.
- Simulación de copia de seguridad.
- Soporte de FTP y FTPS (SSL/TLS tanto en modo explícito como implícito).

Areca usa el tamaño y la fecha de última modificación para detectar archivos modificados. Esto permite una rápida detección de archivos modificados.
Areca se puede descargar preempaquetado para Linux, Windows 2000/Windows XP y Windows Vista. Pero también puede funcionar en cualquier sistema operativo, siempre que tenga Java Runtime Environment instalado (versión 1.4.2 o superior). Ha sido traducido a: alemán, chino (simplificado y tradicional), checo, danés, español, francés, húngaro, inglés, francés, italiano, japonés, neerlandés, ruso, y sueco.